# Kent Narrows
Kent Narrows és una concentració de població designada pel cens dels Estats Units a l'estat de Maryland. Segons el cens del 2000 tenia 567 habitants.

## Demografia
Segons el cens del 2000, Kent Narrows tenia 567 habitants, 277 habitatges, i 188 famílies. La densitat de població era de 223,4 habitants/km².
Dels 277 habitatges en un 10,8% hi vivien nens de menys de 18 anys, en un 65,3% hi vivien parelles casades, en un 1,8% dones solteres, i en un 31,8% no eren unitats familiars. En el 24,9% dels habitatges hi vivien persones soles el 7,6% de les quals corresponia a persones de 65 anys o més que vivien soles. El nombre mitjà de persones vivint en cada habitatge era de 2,05 i el nombre mitjà de persones que vivien en cada família era de 2,38.
Per edats la població es repartia de la següent manera: un 9,7% tenia menys de 18 anys, un 2,8% entre 18 i 24, un 19,2% entre 25 i 44, un 47,8% de 45 a 60 i un 20,5% 65 anys o més.
L'edat mediana era de 53 anys. Per cada 100 dones de 18 o més anys hi havia 92,5 homes.
La renda mediana per habitatge era de 95.239 $ i la renda mediana per família de 99.467 $. Els homes tenien una renda mediana de 83.471 $ mentre que les dones 42.813 $. La renda per capita de la població era de 48.899 $. Cap de les famílies i el 4,8% de la població estaven per davall del llindar de pobresa.

## Poblacions més properes
El següent diagrama mostra les poblacions més properes.